# موفق طريف
موفق طريف (بالعبرية: מוואפק טריף‏) هو رجل دين درزي ولد عام 1963 في قرية جولس في الجليل، وهو الرئيس الروحي للطائفة الدرزية في إسرائيل، ورئيس المجلس الديني الدرزي الأعلى، وهو قاضي المذهب، ورئيس محكمة الاستئناف الدرزية العليا في اسرائيل.
تخرج من المدرسة الدينية الدرزية العليا ومقرها في خلوات البياضة في لبنان، وهو صاحب السلطة الدينية العليا للدروز في إسرائيل، وراعي الأماكن المقدسة وممثل الطائفة في القضايا الدينية مقابل مؤسسات الدولة.
أنهى دراسة القانون في الكلية الأكاديمية "أونو"، وفي العام 2010 تم منحه شهادة الدكتوراه الفخرية من قبل جامعة حيفا. انتخب لمنصب الرئيس الروحي للطائفة الدرزية في إسرائيل في 2 أكتوبر 1993، خلفًا لجده من ناحية والدته الشيخ امين طريف، وذلك عملاً بوصيته التي أوصى من خلالها قبل وفاته بتولية حفيده رئيسًا للطائفة خلفًا له، ووكيلًا لوقف مقام النبي شعيب ومقام الخضر وخلوة جولس، وكان الشيخ موفق طريف مساعد لجده لمدة 15 عام.
انتخب لرئاسة المجلس الديني الأعلى عام 1997، عُيّن قاضي المذهب في المحكمة الشرعية الدرزية للاستئناف ومقرها في عكا العام 2002، وفي العام 2016 عُيّن رئيسًا للمحكمة.
في أبريل 2018، وخلال احتفالات إسرائيل باستقلالها السبعين، تم اختيار طريف ليكون أحد مشعلي شعلة الاستقلال خلال الاحتفال الرسمي لدولة إسرائيل.
في يناير 2025، التقى طريف بمسؤولين أمريكيين، بمن فيهم السيناتور تيد كروز، لضمان الحماية الأمريكية للطائفة الدرزية في سوريا في ظل الحكم الإسلامي الجديد بعد سقوط نظام الأسد.